# Lassi Karonen
Lassi Karonen est un rameur suédois, né le 17 mars 1976.

## Palmarès

### Jeux olympiques
- 2008 à Pékin,  Chine
  - Skiff

### Championnats d'Europe d'aviron
- 2010 à Montemor-o-Velho,  Portugal
  -  Médaille d'argent en skiff